# Cratere Onizuka
Onizuka  è il nome di un piccolo cratere lunare da impatto intitolato all'astronauta statunitense Ellison Onizuka, situato all'interno del vasto cratere Apollo, nella porzione meridionale dell'emisfero lunare più distante dalla Terra (faccia nascosta). La porzione centrale di Apollo è coperta da una colata lavica, e Onizuka si trova all'estremità meridionale di quest'area. A sud-est di questo cratere si trova il cratere Borman, e, a ovest-sud-ovest, il cratere Chaffee.
Onizuka è un cratere circolare a forma di tazza, con bordi affilati. Le pendici interne sono prive di caratteristiche, e solo in qualche punto vi sono depositi di detriti alla base dei pendii. Vi è un modesto picco nel punto centrale del pianoro interno, mentre una sottile spaccatura si estende dal bordo settentrionale di Onizuka verso est, sul pianoro centrale di Apollo.